# Blu Mankuma
Blu Mankuma (5 de julio de 1948) es un actor, cantante y compositor estadounidense. A lo largo de su carrera ha aparecido en numerosas series canadienses y estadounidenses. 
Él y su familia hicieron de Vancouver, Canadá su residencia durante la Guerra de Vietnam y ahí residen actualmente.

## Carrera
Entre las producciones de cine que ha realizado están: Tin Man, The Russia House, Another Stakeout, Halloweentown II: Kalabar's Revenge, Harmony Gate, Bird on a Wire, Harmony Cats, Cadence, Look Who's Talking, Connor's War, Shoot to Kill, Blacktop, Eureka y 2012. Entre las producciones de televisión, se encuentran roles como, M.A.N.T.I.S., Forever Knight, Madison, Love on the Run (1994), Street Justice, Mom P.I., 21 Jump Street, Huckleberry Finn and His Friends, RoboCop y su rol en la serie Diversity. Otras producciones son, The X-Files, The Outer Limits, Supernatural, Kung Fu, North of 60, The Round Table, Hat Squad, Scene of The Crime, Booker, Wiseguy, MacGyver, Walt Disney's Davy Crockett, Blue's Folly, Stargate SG-1, Jack, and Fringe.
Mankuma también es conocido como la voz de Tigatron y uno de los Vok en Beast Wars. Otros papeles son, Gigabyte en ReBoot, Heavy Duty en G.I. Joe: Spy Troops y G.I. Joe: Valor vs. Venom, Gort en Halloweentown II: Kalabar's Revenge, y Anubis en el cómic de 1997 Mummies Alive!.
También ha prestado su voz en películas y series animadas incluyendo, Spider-Man Unlimited, Extreme Dinosaurs, Fat Dog Mendoza, RoboCop: Alpha Commando, NASCAR Racers, Scruff, G.I. Joe Extreme, Captain N: The Game Master, Trollz, The Animated Adventures of Tom Sawyer, Space Strikers, Double Dragon, He-Man and the Masters of the Universe, Madeline, Inspector Gadget's Last Case, Tayo the Little Bus, Ultimate Book of Spells, Shadow Raiders, X-Men Evolution, Being Ian, Sabrina, the Animated Series, Sonic Underground, The Littlest Angel, Barbie: Mermaidia, Firehouse Tales, The Wacky World of Tex Avery, Littlest Pet Shop, Card Captors, CatDog, Sherlock Holmes in the 22nd Century, Gadget Boy, Yvon of the Yukon, Billy the Cat, Super Duper Sumos, A Hollywood Hound's Christmas y My Little Pony: Friendship Is Magic.